# Силицид кальция
Силицид кальция — бинарное неорганическое соединение кальция и кремния с формулой СaSi2, свинцово-серые блестящие кристаллы. Впервые получены Вёлером в 1863 году.

## Получение
- Непосредственно из элементов (в инертной атмосфере):

{\displaystyle {\mathsf {Ca+2\ Si\ {\xrightarrow {1000^{o}C}}\ CaSi_{2}}}}
- или восстановление оксида кальция кремнием:

{\displaystyle {\mathsf {2CaO+5Si\ \xrightarrow {1300^{o}C} \ 2\ CaSi_{2}+SiO_{2}}}}

## Физические свойства
Силицид кальция образует свинцово-серые блестящие кристаллы, тригональной сингонии, пространственная группа R 3m, a = 1,04 нм, α = 21,5°, Z = 2.

## Химические свойства
- Разлагается горячей водой:

{\displaystyle {\mathsf {CaSi_{2}+6\ H_{2}O\ {\xrightarrow {\ }}\ Ca(OH)_{2}+2\ SiO_{2}+5\ H_{2}}}}
- Реагирует с минеральными кислотами. Например при взаимодействии с соляной кислотой получается силоксен.
- Горит и может самовоспламеняться на воздухе.

## Применение
- В производстве специальных сплавов, для удаления из них фосфора.
- В пиротехнике, в качестве топлива и для производства дыма.
- Специальные термиты (оксиды железа и силицид кальция) — горят без выделения газообразных продуктов.